# پوران شریعت رضوی
بی‌بی‌فاطمه شریعت‌رضوی، معروف به پوران شریعت‌رضوی (زاده آبان ۱۳۱۳ – درگذشته ۲۶ بهمن ۱۳۹۷) نویسندهٔ ایرانی بود. او از دانشگاه سوربن دکترای ادبیات فارسی داشت. شریعت‌رضوی همسر علی شریعتی و خواهر آذر شریعت‌رضوی بود.

## زندگی
پوران شریعت‌رضوی فرزند علی‌اکبر و پری در آبان‌ماه ۱۳۱۳ متولد شد. پدرش تاجر و اصالتاً خراسانی بود، اما خانوادهٔ شریعت‌رضوی به تهران کوچ کرده و بچه‌ها در همین شهر به مدرسه رفته بودند. پوران شش برادر و یک خواهر داشت.
هنگامی که ۷ ساله بود یکی از برادرانش، علی‌اصغر شریعت‌رضوی (طوفان)، در حین دفاع از مرزهای ایران در مقابل ارتش شوروی در سال ۱۳۲۰ در آذربایجان کشته شد. برادر دیگرش مهدی شریعت رضوی یکی از سه دانشجویی است که در حملهٔ نیروهای امنیتی به دانشگاه تهران در ۱۶ آذر ۱۳۳۲ جان باختند.
پوران شریعت‌رضوی در سال ۱۳۳۴ وارد دانشسرای عالی تهران شد و تحصیل در رشتهٔ ادبیات فرانسه را برگزید. با افتتاح دانشکدهٔ ادبیات در مشهد به تصمیم پدرش و علی‌رغم میل باطنی خود، در حالی که دو ماه در کلاس‌های دانشسرای‌عالی حضور یافته بود، وارد کلاسی شد که علی شریعتی یکی از دانشجویان آن بود. شریعتی در سال ۱۳۳۶ به پوران پیشنهاد ازدواج داد که پوران با این استدلال که قصد دارد با مردی تحصیل‌کرده ازدواج کند و قبل از ازدواج باید تحصیلات دانشگاهی خود را به پایان برساند، جواب رد داد. پس از حدود یکسال تلاش علی شریعتی، این دو در ۲۴ تیر ۱۳۳۷ با یکدیگر ازدواج کردند.
شریعت‌رضوی از دانشگاه سوربن دکترای ادبیات فارسی دارد. موضوع پایان‌نامهٔ او که در سال ۱۹۶۳ به راهنمایی ژیلبر لازار از آن دفاع کرد، توصیف طبیعت در شعر تغزلی فارسی در قرن هفتم است.

## آثار
- طرحی از یک زندگی، پوران شریعت‌رضوی، دو جلد، تهران: انتشارات چاپخش، ۱۳۷۶
- یادگاران مانا، پوران شریعت رضوی (گردآورنده)، تهران: انتشارات ژرف، ۱۳۷۶

## درگذشت
پوران شریعت‌رضوی که به دلیل سکته مغزی چند روزی در بیمارستان بستری شده بود، در نهایت عصر روز جمعه ۲۶ بهمن ۱۳۹۷ در سن ۸۴ سالگی درگذشت. مراسم تشییع پیکر او در مقابل حسینیهٔ ارشاد تهران برگزار شد. احمد منتظری بر پیکر او نماز اقامه کرد و پیکر او در محوطهٔ امامزاده عبدالله شهر ری در کنار برادرش به خاک سپرده شد.
مراسم تشییع شریعت‌رضوی با حاشیه‌هایی همراه شد. این جلسه که قرار بود در حسینیه ارشاد تهران برگزار شود، به دلیل ممانعت مسئولان حسینیه از ورود تشییع کنندگان به داخل ساختمان حسینیه در خیابان مقابل آن برگزار شد. پس از انتشار خبر ممانعت از ورود تشییع کنندگان به حسینیه ارشاد، عیسی فرهادی فرماندار تهران در واکنش به این ماجرا با اشاره به اینکه مجوز برگزاری مراسم توسط فرمانداری تهران صادر شده بود، گفت که «برگزاری مراسم در حسینیه، بازشدن درها و سایر امور نیازمند هماهنگی با هیئت امنای حسینیه بود که باید از طرف متولیان مراسم یا خانواده متوفی انجام می‌شد اما ظاهراً این اقدامات انجام نشده است.»[نیازمند توضیح بیشتر]

## نگارخانه

برگه ازدواج علی شریعتی با پوران شریعت‌رضوی
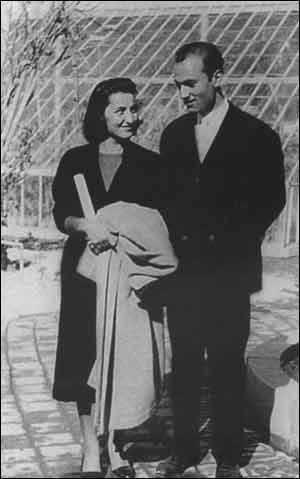
پوران شریعت‌رضوی و همسرش علی شریعتی

## شجره‌نامه
|              |              |              |              | محمدتقی شریعتی |              |            |            |             |             |             |             |                 |                 |                 |                 |                 |                 |             |             |                |                |                |                |                |                |             |             |             |             |
|              |              |              |              |                |              |            |            |             |             |             |             |                 |                 |                 |                 |                 |                 |             |             |                |                |                |                |                |                |             |             |             |             |
|              |              |              |              |                |              |            |            |             |             |             |             |                 |                 |                 |                 |                 |                 |             |             |                |                |                |                |                |                |             |             |             |             |
|              |              |              |              | علی شریعتی     | علی شریعتی   | علی شریعتی | علی شریعتی | علی شریعتی  | علی شریعتی  |             |             | پوران شریعت‌رضوی | پوران شریعت‌رضوی | پوران شریعت‌رضوی | پوران شریعت‌رضوی | پوران شریعت‌رضوی | پوران شریعت‌رضوی |             |             | مهدی شریعت‌رضوی | مهدی شریعت‌رضوی | مهدی شریعت‌رضوی | مهدی شریعت‌رضوی | مهدی شریعت‌رضوی | مهدی شریعت‌رضوی |             |             |             |             |
|              |              |              |              | علی شریعتی     | علی شریعتی   | علی شریعتی | علی شریعتی | علی شریعتی  | علی شریعتی  |             |             | پوران شریعت‌رضوی | پوران شریعت‌رضوی | پوران شریعت‌رضوی | پوران شریعت‌رضوی | پوران شریعت‌رضوی | پوران شریعت‌رضوی |             |             | مهدی شریعت‌رضوی | مهدی شریعت‌رضوی | مهدی شریعت‌رضوی | مهدی شریعت‌رضوی | مهدی شریعت‌رضوی | مهدی شریعت‌رضوی |             |             |             |             |
|              |              |              |              |                |              |            |            |             |             |             |             |                 |                 |                 |                 |                 |                 |             |             |                |                |                |                |                |                |             |             |             |             |
|              |              |              |              |                |              |            |            |             |             |             |             |                 |                 |                 |                 |                 |                 |             |             |                |                |                |                |                |                |             |             |             |             |
| احسان شریعتی | احسان شریعتی | احسان شریعتی | احسان شریعتی | احسان شریعتی   | احسان شریعتی |            |            | سارا شریعتی | سارا شریعتی | سارا شریعتی | سارا شریعتی | سارا شریعتی     | سارا شریعتی     |                 |                 | سوسن شریعتی     | سوسن شریعتی     | سوسن شریعتی | سوسن شریعتی | سوسن شریعتی    | سوسن شریعتی    |                |                | مونا شریعتی    | مونا شریعتی    | مونا شریعتی | مونا شریعتی | مونا شریعتی | مونا شریعتی |

## پانوشت‌ها
1. ↑  همسر دکتر علی شریعتی درگذشت ایسنا
2. ↑  https://cgie.org.ir/popup/fa/system/contentprint/218429
3. ↑  «همسر دکتر علی شریعتی درگذشت». ایسنا. ۲۰۱۹-۰۲-۱۵. دریافت‌شده در ۲۰۱۹-۰۲-۱۵.
4. 1 2  رهنما، علی (۱۳۸۹). مسلمانی در جستجوی ناکجا آباد، زندگینامه سیاسی علی شریعتی. تهران: گام نو. صص. ۱۲۶. شابک ۹۶۴۷۳۷۸۱۰۵ مقدار |شابک= را بررسی کنید: checksum (کمک).
5. ↑  «کتابشناسی ادبیات فارسی در زبان فرانسه (به زبان فرانسه)». مشهد: انتشارات سخن‌گستر و معاونت پژوهشی دانشگاه آزاد مشهد. ۱۳۹۳. صص. ۳۲۶. شابک ۹۷۸۶۰۰۲۴۷۳۸۵۱. پارامتر |پیوند= ناموجود یا خالی (کمک)
6. ↑  «پوران شریعت‌رضوی درگذشت». ایبنا. ۲۶ بهمن ۱۳۹۷.
7. ↑  «پیکر پوران شریعت رضوی به خانه ابدی بدرقه شد». ایسنا. ۲۸ بهمن ۱۳۹۷.
8. 1 2  «اجازه تشییع پوران شریعت‌رضوی در حسینه ارشاد داده نشده بود؟». اعتماد آنلاین. ۲۸ بهمن ۱۳۹۷.
9. ↑  «اجازه برگزاری مراسم پوران شریعت رضوی در حسینیه ارشاد 'داده نشد'».
10. ↑   https://www.radiofarda.com/a/29774910.html. پارامتر |عنوان= یا |title= ناموجود یا خالی (کمک)
11. ↑  «فرمانداری مجوز تشییع همسر شریعتی از حسینیه ارشاد را داده بود». ایرنا. ۲۸ بهمن ۱۳۹۷.